# 飯島誠 (画家)
飯島 誠（いいじま まこと、1977年 - ）は、日本の洋画家。
埼玉県生まれ。2001年、南オレゴン大学芸術学部絵画専攻卒業。卒業後、東京・京橋を中心に個展・展覧会にて作品を発表。
日本の田園風景や、小屋をモチーフに印象派を彷彿とさせる繊細な色彩で、淡い光と影を表現する作品が多い。『美術の窓』の個展紹介記事では「誰の心の中にもあるような普遍的で共感できるような風景の、深みのある詩情と光彩を落ち着いた色彩で描く」と評されている。
技法は油彩、パステル。

## 個展歴
- 2001年10月、南オレゴン大学Meyer Memorial Gallery　(米国・オレゴン州)
- 2004年1月、ドゥ<doux>画廊　(東京都・京橋)　「飯島誠展 ー海と心象ー」
- 2004年10月、夏目画廊(埼玉県)「飯島誠展 ー海と心象ー」
- 2005年9月、ドゥ<doux>画廊「飯島誠展 －風の旋律ー」
- 2007年1月、ドゥ<doux>画廊「飯島誠展 －心象の詩情ー」
- 2007年11月、夏目画廊「飯島誠 スケッチ展 ー空気の素描ー」
- 2009年2月、ドゥ<doux>画廊「飯島誠展 －記憶と光彩ー」
- 2011年1月、ドゥ<doux>画廊「飯島誠展 －景色と面影ー」
- 2012年5月、ドゥ<doux>画廊「飯島誠展 －影の詩　永遠なるものー」
- 2014年2月、ドゥ<doux>画廊「飯島誠展 －空と心象ー」
- 2016年1月、ドゥ<doux>画廊「飯島誠展 －影の光ー」
- 2018年1月、ドゥ<doux>画廊「飯島誠展 －海と心象ー」
- 2021年6月、金井画廊「飯島誠展 －心象の光彩ー」